# Crocidura dhofarensis
Crocidura dhofarensis — вид ссавців родини Соріцидових. Зустрічається в Омані та Ємені. У Ємені цей вид був знайдений на інтенсивних пасовищах, вкритих низькою травою та рідкісними чагарниками та деревами, а типовий зразок в Омані був спійманий у довгій траві. Загрози для цього виду невідомі, однак у регіоні Дофор спостерігається збільшення популяції худоби та розширення міст.